# Metal Gear Solid Touch
Metal Gear Solid Touch (jap. メタルギアソリッド タッチ Metaru Gia Soriddo Tatchi) – gra komputerowa z gatunku strzelanek trzecioosobowych wydana na platformę iOS i utworzona przez Kojima Productions, a wydana przez Konami. Produkcja została ogłoszona 16 grudnia 2008 jako gra mobilna na podstawie Metal Gear Solid 4: Guns of the Patriots, a wydana w  App Store dla wybranych państw w marcu 2009 roku.

## Rozgrywka
W Metal Gear Solid Touch gracz przechodzi przez misje oparte na etapach z gry Metal Gear Solid 4. Każda misja zaczyna się podsumowaniem dotychczasowych wydarzeń w postaci tekstu. Rozgrywka polega na celowaniu, strzelaniu, chowaniu się za osłonami i zmianie broni za pomocą ekranu dotykowego.
Gracz wciela się w postać Solid Snake'a, obecnie Old Snake'a. Głównym celem większości misji jest zabicie określonej liczby wrogów. Gracz musi się zmierzyć z  żołnierzami prywatnych firm militarnych, Haven Trooperami i Gekkami, bezzałogowymi maszynami bojowymi. Gracz zostaje ukarany za strzelanie do swoich sojuszników. Niektóre sekcje zawierają pojedynki z bossami znanymi z gry Metal Gear Solid 4. Pod koniec każdej misji gracz otrzymuje wynik oparty na jego precyzji i szybkości. Wyższe wyniki zapewniają więcej punktów Drebin, które można wykorzystać do zakupu nagród, takich jak tapety z postaciami na iPhone'a.